# (9561) van Eyck
(9561) van Eyck (1987 QT1) – planetoida z grupy pasa głównego asteroid okrążająca Słońce w ciągu 3,51 lat w średniej odległości 2,31 j.a. Odkryta 19 sierpnia 1987 roku.